# 1019
| [ Edytuj tabelę ]              |                                                               |
| Książę Polski                  | - 992 Bolesław I Chrobry 1025                                 |
| Król Angkoru                   | - 1010 Surjawarman I 1048                                     |
| Król Anglii                    | - 1014 Knut Wielki 1035                                       |
| Hrabia Aragonii i król Nawarry | - 1000 Sancho III Wielki 1035                                 |
| Hrabia Barcelony               | - 1017 Berengar Rajmund I 1035                                |
| Książę Bawarii                 | - 1005 Henryk V 1026                                          |
| Książę Burgundii               | - 1016 Henryk I 1032                                          |
| Cesarz Bizancjum               | - 976 Bazyli II Bułgarobójca 1025                             |
| Cesarz Chin                    | - 997 Song Zhenzong 1022                                      |
| Książę Czech                   | - 1012 Oldrzych 1033                                          |
| Król Danii                     | - 1018 Knut Wielki 1035                                       |
| Władca Egiptu                  | - 996 Al-Hakim bi-Amr Allah 1021                              |
| Król Francji                   | - 996 Robert II Pobożny 1031                                  |
| Król Gruzji                    | - 1014 Jerzy I 1027                                           |
| Hrabia Holandii                | - 993 Dirk III 1039                                           |
| Cesarz Japonii                 | - 1016 Go-Ichijō 1036                                         |
| Kalif                          | - 991 Al-Kadir 1031                                           |
| Hrabia Kastylii                | - 1017 Garcia II Sanchez 1029                                 |
| Król Kastylii                  | - 1000 Sancho III 1035                                        |
| Wielki książę Kijowa           | - 1015 Światopełk I Przeklęty 1019 - 1019 Jarosław Mądry 1054 |
| Patriarcha Konstantynopola     | - 999 Sergiusz II 1019 - 1019 Eustacjusz 1025                 |
| Władca Korei                   | - 1009 Hyŏnjong 1031                                          |
| Król Leónu                     | - 999 Alfons V 1028                                           |
| Król Norwegii                  | - 1016 Olaf II Haraldsson 1028                                |
| Hrabia Palatynatu              | - 994 Ezzon 1034                                              |
| Papież                         | - 1012 Benedykt VIII 1024                                     |
| Hrabia Portugalii              | - 1017 Nuno I i Ilduara Mendes 1028                           |
| Cesarz rzymski (niemiecki)     | - 1014 Henryk II 1024                                         |
| Książę Saksonii                | - 1011 Bernard II 1059                                        |
| Król Szkocji                   | - 1005 Malcolm II 1034                                        |
| Król Szwecji                   | - 995 Olof Skötkonung 1022                                    |
| Doża Wenecji                   | - 1009 Otton Orseolo 1026                                     |
| Król Węgier                    | - 1000 Stefan I Święty 1038                                   |

Rok 1019 / MXIX
stulecia: X wiek ~
XI wiek ~
XII wiek

lata: 1009 «
1014 «
1015 «
1016 «
1017 «
1018 «
1019
» 1020
» 1021
» 1022
» 1023
» 1024
» 1029

## Wydarzenia w Polsce
- Bolesław I Chrobry przyłączył do swojego państwa Grody Czerwieńskie.

## Wydarzenia na świecie
- Z walk o władzę Rusi zwycięsko wyszedł Jarosław I Mądry, który został księciem kijowskim.
- Książę Brzetysław I zjednoczył Czechy i Morawy.

## Urodzili się
- Hardekanut, król Danii i Anglii (zm. 1042)

## Zmarli
- Światopełk I Przeklęty, książę turowski, wielki książę Rusi Kijowskiej (ur. ok. 980)